# متكيسة رئوية (رتبة)
المتكيسة الرئوية (باللاتينية: Pneumocystidales) هي رتبة تنتمي إلى طائفة المتكيسة الرئوية من الفطريات الزقية، وتحتوي على فصيلة واحدة هي فصيلة المتكيسة الرئوية. أما الأخيرة فتحتوي على جنس واحد هو جنس المتكيسة الرئوية.